# Clusiodes napo
Clusiodes napo är en tvåvingeart som beskrevs av Caloren och Marshall 1998. Clusiodes napo ingår i släktet Clusiodes och familjen träflugor.
Artens utbredningsområde är Ecuador. Inga underarter finns listade i Catalogue of Life.